# カンヌ映画祭殺人事件
『カンヌ映画祭殺人事件』（カンヌえいがさいさつじんじけん、フランス語: La Cité de la peur）は1994年の フランスの喜劇映画。 脚本、主演は シャンタル・ロビー、アラン・シャバ。 監督はアラン・ベルベリアン。

## あらすじ
映画宣伝業者のオディール・ドレは、カンヌ国際映画祭に『アカは滅びる』という映画を売り込むために奔走していた。
ある日、映画と似た手口で映写技師が殺される事件が発生し、オディールはこれを宣伝に利用しようとするが、監督は精神病院に入院した上、プロデューサーは投獄されてしまった。
そこで、彼女は俳優のシモン・ジェレミと、“ミスター下半身”の異名を持つ映画業界人セルジュ・カラマーゾフを連れて、カンヌ映画祭に行く。
そこでも、担当した映写技師が殺されてしまい映画祭は混乱に陥るが、地元警察の警視ビアレスが捜査を開始したことにより、マスコミが『アカは滅びる』に興味を示し、各国の映画会社からも配給のオファーが殺到した。
そして最終日、犯人はさらなる殺人を企てるも、最終的には御用となった。